# Noah (Name)
Noah ist ein je nach Herleitung männlicher oder weiblicher Vorname sowie ein Familienname.

## Herkunft und Bedeutung

### Männlicher Vorname
Der Name Noah geht auf den hebräischen Namen נֹחַ nōaḥ zurück. Er leitet sich vermutlich von der Wurzel נוח nwḥ oder dem Nomen נוֹחַ nōaḥ mit ausgefallenem theophoren Element ab und bedeutet: „[Gott/das Kind] ist Ruhe/beruhigt“ oder „beruhige dich [oh Gott]“. In Gen 5,29  wird der Name von der Wurzel נחם nḥm „trösten“ gedeutet. Dies gilt jedoch als Volksetymologie.
Im Buch Genesis ist Noah der zehnte Patriarch nach Adam und Held der Sintfluterzählung.

### Weiblicher Vorname
→ Hauptartikel: Noa
Noah ist außerdem die englische Variante des hebräischen Frauennamens נֹעָה nōʿāh.

## Verbreitung

### International
Der Name Noah erfreut sich international großer Beliebtheit.
Im englischen Sprachraum fand Noah erst nach der Reformation als christlicher Vorname Gebrauch. Insbesondere unter Puritanern war er verbreitet, jedoch im 19. und 20. Jahrhundert nicht sehr beliebt. In den USA stand der Name im Jahr 1880 auf Rang 126 der Hitliste. Seine Popularität sank bis in die 1960er Jahre immer weiter. Im Jahr 1963 erreichte er mit Rang 696 seinen Tiefpunkt. Seitdem steigt seine Beliebtheit. Seit 1996 gehört Noah zu den 50 meistvergebenen Jungennamen in den USA, in den Jahren 2013, 2014, 2015 und 2016 stand er sogar an der Spitze der Vornamenscharts. Als Frauenname wird der Name nur sehr selten gewählt. Im Jahr 2021 stand er auf Rang 691 der Hitliste.
Auch in Kanada stieg die Popularität des Namens in den 1990er Jahren sprunghaft an. Im Jahr 1995 trat er mit Rang 98 erstmals in die Liste der 100 beliebtesten Jungennamen ein. Im Jahr 1999 belegte er bereits Rang 15. In den Jahren 2017 und 2019 stand Noah an der Spitze der Vornamenscharts.
Auch im Vereinigten Königreich entwickelte Noah sich in den letzten Jahren zu einem der beliebtesten Jungennamen. Ein ähnliches Bild zeigt sich auch in Irland, Australien und Neuseeland.
Noah wird in den Niederlanden seit Anfang der 1970er Jahre jedes Jahr bei der Namenswahl berücksichtigt. Ende der 1990er Jahre wurde der Name sehr schnell populär. Der Name gehört seit 1999 dauerhaft zu den Top-100 der Hitlisten und hat sich unter den beliebtesten Jungennamen etabliert. In 2017 und seit 2019 belegte er dort die Spitzenposition in den Vornamenscharts. Als weiblicher Name wird Noah nur sehr selten gewählt. Im Jahr 2008 stand er auf Rang 505 der Hitliste. In Polen befindet sich der Name seit 2000 alljährlich in den Vornamenscharts, in den letzten 10 Jahren wurde 350 Jungen so genannt. Die Vergabe ist auch in Liechtenstein und Slowenien nachgewiesen.
Der Name befindet sich in Italien seit 2008 im Aufwärtstrend. Von Rang 178 kletterte der Name auf Rang 29 im Jahr 2023. In Spanien liegt der Name seit 2015 in den Top-100 der Hitlisten. Im Jahr 2023 belegte er Rang 42. Ähnlich sieht es im Baskenland und in Katalonien aus. Der Name liegt in Portugal seit 2012 in den Vornamenscharts der 100 beliebtesten Jungennamen.
Darüber hinaus zählt Noah in folgenden Ländern zu den 10 beliebtesten Jungennamen: Norwegen (Rang 2, Stand 2021), Schweden (Rang 2, Stand 2021), Belgien (Rang 2, Stand 2020), Dänemark (Rang 3, Stand 2020), Argentinien (Rang 4, Stand 2021) und Frankreich (Rang 8, Stand 2021).

### Deutscher Sprachraum
Der Name war in Österreich von 1985 bis Mitte der 1990er Jahre nur mäßig beliebt, danach stieg seine Popularität stark an. Noah gehört seit 2001 zu den 50 beliebtesten Jungennamen und konnte fast jedes Jahr einen Anstieg in der Popularität verzeichnen. Im Jahr 2023 belegte er Rang 6 der Hitliste. Von 1984 bis 2023 wurde der Name etwa 9.600 Mal gewählt.
In der Schweiz kommt der Name mindestens seit 1933 in der Namensgebung vor. Seit Mitte der 1960er Jahre wurde er regelmäßig vergeben. Anfang der 1990er Jahre erlebte der Name einen starken Beliebtheitsschub. Bereits im Jahr 1999 trat Noah in die Top-20 der beliebtesten Jungennamen ein. Seit 2002 belegt er durchgängig einen der ersten beiden Ränge der Vornamenscharts. Je nach Quelle variiert die Angabe zwischen 5 und 8 Spitzenpositionen in diesem Zeitraum. Der Name wurde von 1930 bis 2023 rund 11.900 Mal vergeben.
In Deutschland wird der Name Noah seit Mitte der 1990er Jahre immer häufiger vergeben. Seit 2013 gehört er zu den 10 meistvergebenen Jungennamen des Landes. Im Jahr 2021 stand er zum dritten Mal in Folge an der Spitze der Vornamenscharts. Dabei wurde er an 1,42 % aller neugeborenen Jungen vergeben.

## Varianten
- Arabisch: نوح nūḥ
- Deutsch: Noah
- Finnisch: Nooa
- Französisch: Noa, Noé
  - Weiblich: Noée
- Georgisch: ნოე Noe
- Griechisch: Νώε Nōe
  - LXX: Νῶε Nōe
  - Josephus: Νωχος Nōchos
- Hawaiianisch: Noa
- Hebräisch: נֹחַ nōaḥ
- Italienisch: Noè
  - Latein: Noe
- Kroatisch: Noa
- Litauisch: Nojus
- Niederländisch: Noach
- Portugiesisch: Noé
- Schwedisch: Noak
- Spanisch: Noé
- Türkisch: Nuh
- Ungarisch: Noé

Für Varianten des englischen weiblichen Vornamens: siehe Noa

## Namenstag
Der Namenstag von Noah wird nach der biblischen Gestalt am 28. November gefeiert.

## Namensträger

### Vorname
- Noah Bastian (* 1979), US-amerikanischer Schauspieler und Sänger
- Noah Beery sen. (1882–1946), US-amerikanischer Filmschauspieler
- Noah Beery jun. (1913–1994), US-amerikanischer Filmschauspieler
- Noah Boeken (* 1981), niederländischer Pokerspieler
- Noah Cyrus (* 2000), US-amerikanische Schauspielerin
- Noah Darvich (* 2006), deutscher Fußballspieler
- Noah Dettwiler (* 2005), Schweizer Motorradrennfahrer
- Noah Emmerich (* 1965), US-amerikanischer Filmschauspieler und Filmproduzent
- Noach Flug (1925–2011), Präsident des Internationalen Auschwitz Komitees
- Noah Gordon (1926–2021), US-amerikanischer Schriftsteller
- Noah Gray-Cabey (* 1995), US-amerikanischer Filmschauspieler
- Noah Haidu (* 1972), US-amerikanischer Jazzmusiker
- Noah Hanifin (* 1997), US-amerikanischer Eishockeyspieler
- Noah Hathaway (* 1971), US-amerikanischer Filmschauspieler
- Noah Howard (1943–2010), US-amerikanischer Jazz-Saxophonist
- Noah Huntley (* 1974), britischer Filmschauspieler
- Noah Lewis (1895–1961), US-amerikanischer Mundharmonikaspieler
- Isaak Noah Mannheimer (1793–1865), dänisch-österreichischer Rabbiner
- Noah Ngeny (* 1978), kenianischer Leichtathlet
- Noah Persson (* 2003), schwedischer Fußballspieler
- Noah Preminger (* 1986), US-amerikanischer Jazzmusiker
- Noah Püntener (* 1999), Schweizer Unihockeyspieler
- Noé Roth (* 2000), Schweizer Freestyle-Skier
- Noah Schnapp (* 2004), US-amerikanischer Schauspieler
- Noe Schordania (1868–1953), Premierminister der Demokratischen Republik Georgien (1918–1921)
- Noah Schwartz (* 1983), US-amerikanischer Pokerspieler
- Noah Silver (* 1994), amerikanisch-französischer Schauspieler
- Noah Olivier Smith (* 2000), US-amerikanischer Rapper, Singer-Songwriter und Musikproduzent, siehe Yeat
- Noah Sow (* 1974), deutsche Publizistin
- Noah Syndergaard (* 1992), US-amerikanischer Baseballspieler
- Noah Veraguth (* 1987), Schweizer Musiker und Leadsänger der Band Pegasus
- Noah Webster (1758–1843), US-amerikanischer Schriftsteller und Publizist
- Noah Williams (* 2000), britischer Wasserspringer
- Noah Wyle (* 1971), US-amerikanischer Filmschauspieler

### Familienname
- Alexander Oskar Noah (1885–1968), deutscher Landschaftsmaler
- Beatrice Wani-Noah (* 1959), südsudanesische Diplomatin und Politikerin
- Joakim Noah (* 1985), US-amerikanischer Basketballspieler
- John Noah (1927–2015), US-amerikanischer Eishockeyspieler
- Mordechai Immanuel Noah (1785–1851), US-amerikanischer Journalist, Publizist, Diplomat und Philanthrop
- Muriel Noah Ahanda (* 1982), kamerunische Sprinterin
- Timothy Noah (* 1958), US-amerikanischer Journalist
- Trevor Noah (* 1984), südafrikanischer Komiker, Fernseh- und Radiomoderator und Schauspieler
- Yannick Noah (* 1960), französischer Tennisspieler
- Zacharie Noah (1937–2017), französischer Fußballspieler

### Künstlername
- Noah (Rapper) (* 1998), Deutschrapper
- Daniel Noah (Daniel Kötter; * 1986), deutscher Schauspieler und Deejay